# Mazda 818
Mazda 818 är en personbil som tillverkades av den japanska biltillverkaren Mazda mellan 1972 och 1978. På hemmamarknaden kallades bilen Mazda Grand Familia, medan en del exportmarknader kände den som Mazda 808. Den byggdes också i Sydkorea som Kia Brisa II.

## Mazda 818
Mazda 818 var avsedd att ersätta den generation Familia som i Sverige såldes som Mazda 1300. Tillverkningen av den äldre modellen fortsatte dock parallellt med den större 818. Utbudet av karosser var omfattande med sedan, coupé och kombi. Bilen såldes från början med motorn från 1300:n, senare tillkom ett större alternativ från 616-modellen.

### Mazda RX-3
Bilen fanns även med Mazdas wankelmotor. Modellen kallades Mazda Savanna på hemmaplan men såldes som Mazda RX-3 på de flesta exportmarknader. Den första generationens Mazda RX-3 (karosskod S102; 1971-1973) kom med 10A motor, då hade baklyktorna röda sektioner, Andra generationen (S124 (1973-1978)) kom den med 12A motor, då var baklyktornas sarg helsvart med krom-linjer samt kromad sarg  Den skiljde sig från 818/Grand Familia-modellerna genom egna baklyktor med tre runda lampor i stället för fyrkantiga. I Europa såldes den sportiga RX-3 bara med coupé-kaross men på andra marknader erbjöds den även som sedan och kombi.

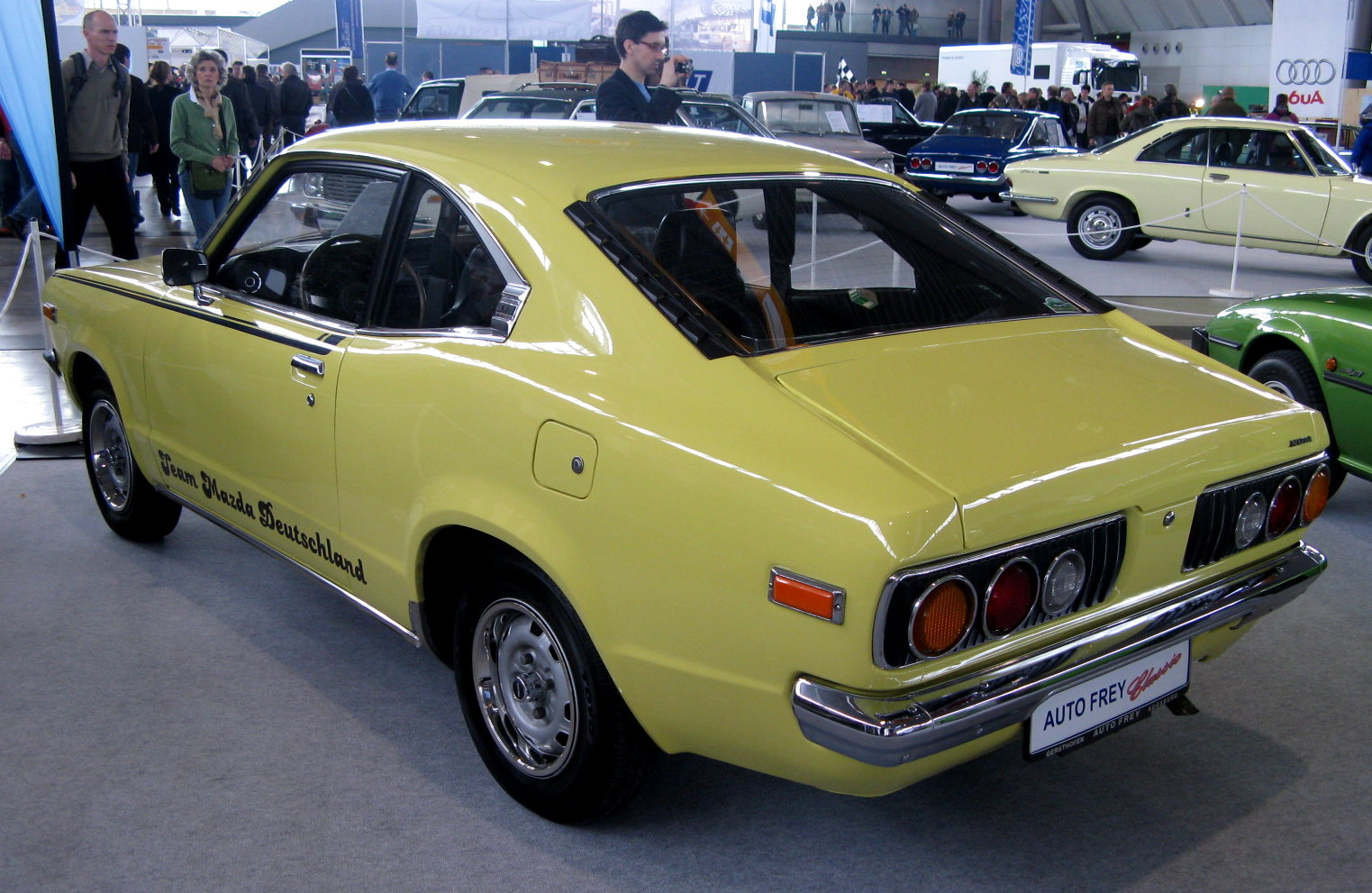
Mazda RX-3

## Motor
| Modell | Motor                | Cylindervolym | Effekt | Bränslesystem   |
| ------ | -------------------- | ------------- | ------ | --------------- |
| 818    | 4-cyl radmotor SOHC  | 1272 cm³      | 69 hk  | Enkel förgasare |
| 818    | 4-cyl radmotor SOHC  | 1586 cm³      | 80 hk  | Enkel förgasare |
| RX-3   | 2-skivig wankelmotor | 982 cm³       | 105 hk | Enkel förgasare |